# Bitcoinová kauza

Logo bitcoinu, jehož dar od odsouzeného státu sehrál v kauze klíčovou roli

Bitcoinová kauza či bitcoinová aféra je mediální označení aféry týkající se daru v hodnotě zhruba jedné miliardy korun v bitcoinech, který v březnu 2025 přijalo ministerstvo spravedlnosti pod vedením ministra Pavla Blažka (ODS) od odsouzeného překupníka drog Tomáše Jiřikovského. Poté, co se kauzou začala zabývat Národní centrála proti organizovanému zločinu a média kvůli podezření, že by mohlo jít o legalizaci výnosů z trestné činnosti, se ministr Blažek 30. května 2025 rozhodl podat demisi a 7. června pozastavil členství v ODS. V kabinetu jej nahradila místopředsedkyně ODS Eva Decroix. V červnu 2025 opozice vyvolala hlasování o vyslovení nedůvěry vládě, které Fialova vláda ustála. Podle právního zástupce dvou klientů, kteří od státu bitcoiny Jiřikovského koupili, možná státu při samotném převzetí bitcoinů škoda nevznikla, ale vznikla škoda jeho klientům.

## Vývoj událostí
Případ odkryla Zdislava Pokorná v Deníku N, když v článku z 28. května 2025 zařadila vyučeného zámečníka Tomáše Jiřikovského mezi nejbohatší Čechy, s majetkem v přibližné částce dvou miliard korun. Jiřikovský byl v roce 2021 propuštěn z vězení, kde si odpykal část z devítiletého trestu za zpronevěru a obchodování s drogami. Na svém webu Sheep Marketplace, darknetovém tržišti s drogami, zprostředkovával obchodování s heroinem, metadonem, subutexem, oxykodonem, fentanylem a dalšími substancemi. Jiřikovský vydělával na provizích z každé transakce. Při provozování tržiště okradli Nathan Gibson (tehdy 24 let) a Sean Mackert (tehdy 21 let) Jiřikovského o 5 400 bitcoinů, protože si všimli chyby ve zdrojovém kódu tržiště. V prosinci 2013 zde ukradl kupujícím a prodávajícím necelých 841 bitcoinů, což tehdy bylo přes 16 milionů korun.

### Trest Jiřikovského
V roce 2017 soud poslal Jiřikovského za zpronevěru, obchod s narkotiky a nedovolené držení zbraní na devět let do vězení. Po odpykání poloviny trestu byl za dobré chování propuštěn (strávil ve věznici jen čtyři roky, sedm měsíců a sedm dní). Břeclavský soud dne 19. listopadu 2020 vyhověl jeho žádosti o podmíněné propuštění na svobodu se zkušební lhůtou na 6 let, tj. do listopadu 2026.

### Vydání výpočetní techniky
Od roku 2021 probíhaly soudy o zadrženou elektroniku. Krajský soud v Brně a Vrchní soud v Olomouci nejprve rozhodly, že se elektronika vrátí, ale její obsah se musí smazat. Chtěly tak zabránit tomu, aby měl Jiřikovský prospěch z bitcoinů (jejichž hodnota tehdy už převyšovala 600 milionů korun), pokud by k nim díky obsahu zařízení získal opět přístup. O dva roky později v roce 2023 však Nejvyšší soud v Brně rozhodl, že obsah smazán nebude, pokud se nepodaří stoprocentně zjistit, jestli jsou v počítačích podezřele získané bitcoiny, má Jiřikovský na vrácení elektroniky nárok (a zdůraznil potřebu spolupráce obviněného ohledně šifrovaných zařízení). V lednu 2025 rozhodl pravomocně Krajský soud v Brně, že se hlavní část techniky vrátí Jiřikovskému nesmazaná, když Jiřikovský tvrdil, že hesla do počítačů zapomněl. Soud nechal smazat jen tři počítače a jedno datové úložiště (tři notebooky a externí disk), u kterých znalci určili, že skrze ně mohl získat přístup do kryptopeněženek. Osm zašifrovaných zařízení vrátil soud neporušené (dva zašifrované počítače, tři telefony a tři tablety). Vráceno bylo celkem asi 30 zařízení.[ujasnit] Při vydání techniky se dostal Jiřikovský i k kryptoměnovým peněženkám, které obsahovaly nejenom bitcoin. Jiřikovský získal přístup ke kryptoměně bitcoin cash v tehdejší hodnotě 16 milionu korun. V notářském zápisu o předání bitcoinů nebyla o další kryptoměně žádná zmínka.

### Smlouva o daru bitcoinů
První dopis advokáta Kárima Titze s nabídkou bitcoinů dorazil na ministerstvo v polovině srpna 2023 a přijal ho náměstek Antonín Stanislav (ODS, na jaře 2024 rezignoval po sérii jiných podezření). Advokát nabízel převod bitcoinů velmi vysoké hodnoty ve prospěch České republiky, pokud stát vrátí Jiřikovskému zabavenou techniku. Advokát argumentoval tím, že Jiřikovský si již odpykal trest za provozování nelegálního internetového tržiště Sheep Marketplace, propadnul mu majetek a u bitcoinů uložených v jeho počítači policie nezjistila, že by pocházely z trestné činnosti (stejně později argumentoval i ministr Blažek). V té době policie netušila, že by Jiřikovský měl něco společného s tržištěm Nucleus.
V polovině prosince 2024 obdržel politický náměstek ministra Blažka Karel Dvořák (místopředseda hnutí STAN) v rámci své činnosti na Ministerstvu spravedlnosti oficiální e-mail, ve kterém se již dříve podaná nabídka advokáta Titze o daru bitcoinů státu řešila. Odpověď náměstka a tím i ministra zněla, že hardware s kryptoměnami může Jiřikovskému podle zákona vydat pouze soud, do jehož činnosti ministerstvo nesmí zasahovat.
Už v lednu 2025 naznačil Titz v e-mailu adresovaném zaměstnancům ministerstva vnitra, ve kterém popsal, že peníze nemusí být zcela čisté. Varování, že dar může být morálním hazardem, že bitcoiny mohou pocházet z trestné činnosti a smlouva může sloužit jako zástěrka k vyprání špinavých peněz, vypracovali právníci Ministerstva financí 12. února 2025 jako reakci na dokumenty zaslané z Ministerstva spravedlnosti pro zamýšlenou smlouvu s darem od Jiřikovského. Ministr financí Zbyněk Stanjura četl varování až 25. března, protože měly být podkladem pro naplánovanou schůzku s ministrem Blažkem (tj. tři týdny po uzavření smlouvy s Jiřikovským). Právnické třístránkové varování Stanjurovi nepředal včas jeho ředitel kabinetu Filip Benda. Benda se odmítl vyjádřit českým médiím, proč neinformoval Stanjuru o daru dříve než za 40 dní. Bendův bratr Marek Benda označil za chybu bratrovu účast v kauze. I přes nátlak parlamentní opozice a vládních poslanců ze STAN ponechal Stanjura Bendu na svém úřadě.
V březnu 2025 advokát Kárim Titz nabídl ministerstvu spravedlnosti, že po společném otevření kryptopeněženky získá ministerstvo 30 % obsažených bitcoinů. Titz retrospektivně potvrdil, že si chtěl Jiřikovský odepsat dar z daní. Titz též prohlásil, že „Ze soudního spisu nevyplynulo, že by na zařízeních měly být nějaké výnosy z trestné činnosti. Naopak, klient už v roce 2013 měl 1172 bitcoinů, které nijak nesouvisely s trestnou činností, jak ostatně stojí ve znaleckém posudku.“ Smlouvu o darování bitcoinů dojednával Radomír Daňhel, dnes už bývalý náměstek ministerstva spravedlnosti. Daňhel opakovaně zjišťoval, jaká bude případná reakce Finančního analytického úřadu (FAÚ) na darované bitcoiny, pokud by pocházely z trestné činnosti. Podle Titze se motivace Jiřikovského při domlouvání daru pro ministerstvo vůbec neřešila.
Titz řekl, že v připravované smlouvě navrhoval, aby o chystané transakci bylo informováno Ministerstvo financí, Finančně analytický útvar, Úřad pro zastupování státu ve věcech majetkových i Nejvyšší státní zastupitelství. Na FAÚ byla celá akce ohlášena až týden poté, Daňhel informovat vedení FAÚ osobně až na konci března. Nejvyšší státní zastupitelství bylo oficiálně o transakci informováno až 1. dubna, kdy se šéfkou NSZ stala Lenka Bradáčová jmenovaná Blažkem.

### Vydání bitcoinů
Blažek původně uvedl, že kryptopeněženka byla otevřena za účasti notáře, který se podle zápisu dostavil 7. března. Jak však zjistil Radiožurnál, z peněženky odešly dvěma účtům stovky bitcoinů v hodnotě asi dvou miliard korun už o den dříve. Jeden z účtů patří Jiřikovskému, u druhého není majitel známý. Podle původních chybných předpokladů mělo v peněžence být ve skutečnosti 5366 bitcoinů, tedy asi 12,5 miliardy korun. Ministerstvo by tak při zisku jedné třetiny mělo získat až 3,7 miliardy korun. Toto číslo se následně nepotvrdilo, jelikož obsahovalo i bitcoiny s kterými se od roku 2016 jakkoliv nemanipulovalo. Finální částka pro výpočet je tak 1562 bitcoinů, z nichž stát dostal 468,468 bitcoinu.[zdroj?]
Když se notář Lubomír Mika a náměstek Daňhel dostavili na místo, soudní znalec Jiří Berger jim oznámil, že peněženku už otevřel za přítomnosti Jiřikovského a jeho advokáta. Údajně v ní bylo 1562 bitcoinů (asi tři miliardy korun), což doložil snímkem obrazovky a tento stav je dohledatelný v blockchainu.[zdroj?] Z toho následně vypočítali hodnotu 30% daru. Podle Daňhela „jim bylo vysvětleno“, že technika byla zastaralá, a její zprovoznění proto trvalo 30 hodin (kryptopeněženka vyžadovala aktualizaci celého blockchainu). Znalec s dárcem tak začali bez ostatních pozvaných dříve, aby tam notář a zástupci ministerstva nemuseli „tam tak dlouho sedět“. Jak zjistily Seznam Zprávy, znalce platil advokát Jiřikovského Titz na základě dohody s MSp, které kontaktovalo soudního znalce 20.2.2025 jako první.
U předání měl být další svědek – zástupce Úřadu pro zastupování státu ve věcech majetkových (ÚZSVM), který spadá pod Ministerstvo financí, avšak úřad účast odmítl pro nekompetenci k takové činnosti.
Ministerstvo tak získalo darem 468 bitcoinů, což byla ke květnu 2025 asi jedna miliarda korun. Bitcoiny byly převedeny na kryptopeněženku ÚZSVM, protože Ministerstvo spravedlnosti žádnou nemělo.
Titz později trval na tom, že smlouva o transakci se týkala jen jedné peněženky, ve které bylo 1561 bitcoinů. Na ministerstvo však přitekly bitcoiny spojené s tržištěm Nucleus, kde bylo více než 5300 bitcoinů, ale z nich se s 3855,15 bitcoinu od roku 2016 nemanipulovalo a s transakcí nesouvisí.[ve zdroji nenalezeno]

### Prodej bitcoinů
Získané bitcoiny ministerstvo prodalo na konci března v aukci. Ministr Blažek v květnu 2025 transakci na dotazy novinářů označoval jako „ultralegální“ nebo „ultračistou“. Vydražitelé bitcoinů od ministerstva zjistili, že bitcoiny mají nelegální původ až teprve poté, co se je pokusili použít ve směnárnách a byly jim zadrženy.[zdroj⁠?!]

### Zjištění původu bitcoinů
Jiřikovský se osobně pokusil bitcoiny za 120 miliónů proměnit na peníze v pražské kryptosměnárně Bit.plus. Směnárna pomocí nezávislého nástroje Chainalysis z blockchainu zjistila, že jeho bitcoiny pocházejí z takzvané peněženky nelegálního tržiště Nucleus, na kterém se obchodovalo se zbraněmi a drogami. Směnárna původ bitcoinů ověřovala na základě zákona o regulaci kryptoměn a zákona proti praní špinavých peněz. Jiřikovský předložil smlouvu s ministerstvem spravedlnosti, že dvě miliardy v bitcoinech mu náleží (ministerstvo se tak už 26. května dozvědělo, že bitcoiny nejsou legální). Kvůli nedůvěryhodnosti bitcoinů i smlouvy směnárna nahlásila 28. března událost Finančnímu analytickému úřadu (FAÚ), který bojuje proti praní peněz. FAÚ podal 1. dubna na policii trestní oznámení (v té době se však již policisté případem zabývali podle informací redaktorů ze Seznam Zpráv). Policie nechala bitcoiny „zmrazit“ (dala příkaz směnárnám, aby zabránily jejich zpeněžení).
Tímto okamžikem došlo k propojení Jiřikovského s tržištěm Nucleus. Policie při vyšetřování Jiřikovského ohledně kauzy Sheep Marketplace (za kterou si odpykal trest) do konce května 2025 neřešila, zda by mohl být spojen i s tržištěm Nucleus.

### Demise ministra Blažka
Poté, co se případem začala intenzivně zabývat média, se ministr Blažek rozhodl 30. května 2025 podat demisi, aby čtyři měsíce před volbami do sněmovny nepoškozoval vládní koalici. Odstoupil i náměstek Blažka, Radomír Daňhel. Premiér Fiala poté uvedl, že kvůli nastalé situaci bude jednat Bezpečnostní rada státu.

### Zadržení bitcoinů
Národní centrála proti organizovanému zločinu (NCOZ) zajistila prvních 50 bitcoinů 4. dubna 2025, oficiálně se to Ministerstvo spravedlnosti dozvědělo až 26. května, kdy ministerstvu zajišťovací protokol poslal Jiřikovského advokát Kárim Titz. Dle chronologického přehledu zveřejněného Evou Decroix zavládla panika na Ministerstvu spravedlnosti už po 23. květnu. Ke zveřejnění kauzy došlo 28. května.
Kirill Juran, právní zástupce dvou klientů, kteří od státu zmíněné bitcoiny obdrželi, sdělil, že klienti nedostali od státu informace ohledně původu kryptoměnových mincí. Kupní smlouva neobsahovala informace ohledně adres, ze kterých měl bitcoin přijít. Klienti nedostali celou částku od státu dne 11. června 2025. Juran poukázal, že stát nechtěl vydat další kupní smlouvu pro dokončení převodu celé částky. Zároveň zkritizoval prohlášení, že nikdo nebyl poškozený v kauze, protože nejvíce jsou dle jeho názoru poškozeni lidé, kteří nakoupili bitcoiny od státu. Nevyloučil soudní řízení se státem kvůli vzniklé škodě, kterou odhadl při ceně 200 tisíc USD za 1 BTC na půl miliardy českých korun. Podle Jurana jeho klienti dopředu nevěděli, ze kterých bitcoinových adres mince dorazí. Pokud by jeho klienti stát žalovali kvůli „vadnému plnění“, vytvořilo by to podle něj novou formu české judikatury. V rozhovoru pro Echo24 Juran potvrdil, že stát byl 16. června 2025 v prodlení při platbě 60 BTC. Juran označil zveřejňování jmen jeho klientů a rodinných příslušníků Jiřikovského v českých médiích jako „absolutní úlet“.
Decroix se dozvěděla ze třech právních posudků, že by stát neměl nakládat s bitcoiny, které ministerstvu spravedlnosti zůstaly z nedokončených dražeb. Advokáti odůvodnili svoje stanoviska zvýšením rizikem, že mince pochází z trestné činnosti. Dvě advokátní kanceláře identifikovaly jako zdroj bitcoinů darknetové tržiště Nucleus Market. Kupci vytýkali úřadu možné vady bitcoinů a vyzvali jej k dodání bitcoinů, které jsou právně v pořádku. V kontrastu k několikerým vyjádřením o nulové škodě od Decroix vyčíslil Juran nárokovanou škodu svých klientů na desítky milionů korun za nedodaných 160 bitcoinů, které jeho zákazníci zaplatili ministerstvu, ale nedostali je. Juran uvedl, že zákonný úrok z prodlení na zadrženou bitcoinovou částku činí přibližně 100 tisíc korun denně. Právní zástupce dvou kupců argumentoval pro dodání bitcoinů jeho klientům tím, že nikdo nerozporoval platnost kupní smlouvy. Uvedl, že jeho klienti chtějí bitcoiny bez vady. K otázce, jestli bude muset ministerstvo nakoupit nové „čisté bitcoiny“, aby uspokojilo zastupované osoby, odpověděl Juran slovy: „To je problém ministerstva. Když spolu uzavřeme smlouvu na tisíc rohlíků, tak vás nemusí zajímat, kde je vezmu. Ale chcete rohlíky, které nejsou tvrdé ani plesnivé.“ Novinářka Petra Jamořská upozornila, že pokud se prokáže nelegální původ bitcoinů, bude jakákoli forma finančního vyrovnání státu a Juranových klientů ztrátová pro stát znamenat finanční škodu. Juran sdělil, že by spor mohl skončit do konce srpna 2025. V případě nedodání bitcoinů státem nevyloučil Juran opět žalobu.
Zbylé neprodražené bitcoiny zabavily orgány činné v trestním řízení ministerstvu spravedlnosti 15. srpna 2025. Juran popsal zadržení bitcoinů policií jako hození granátu do vyjednávání s kupci. Juranovy klienty neinformovala policie, nýbrž ministerstvo o zadržení bitcoinů.

### Vyšetřování kauzy
Dne 5. června napsal list Neovlivni.cz, že Jiřikovský odcestoval do Asie, což mohl, protože v té době nebyl z ničeho obviněn. Později bylo zjištěno, že se pohyboval na Tchaj-wanu (se svou filipínskou ženou), vrátit by se měl v druhé polovině června. Česká advokátní komora (ČAK) bude zkoumat, jestli advokát Kárim Titz, který zastupoval Jiřikovského, neporušil zákon proti praní špinavých peněz, protože při podezřelých obchodech musí advokáti prověřit původ majetku podle tak zvaného AML zákona. AML je zákon č. 253/2008 Sb., o některých opatřeních proti legalizaci výnosů z trestné činnosti a financování terorismu, podle kterého se řídí Finanční analytický úřad (FAÚ), definuje tzv. povinnou osobu s oznamovací činností, kterou je i advokát.
Případ dozoruje Vrchní státní zastupitelství v Olomouci, které v něm vidí možné zločiny zneužití pravomoci úřední osoby, legalizace výnosů z trestné činnosti a nedovolené výroby a nakládání s omamnými a psychotropními látkami. Pracovníci Národní centrály proti organizovanému zločinu požádali o spolupráci americkou FBI, aby společně vyšetřili napojení Jiřikovského na darkwebové tržiště Nucleus Market. Dne 11. června 2025 probírali kauzu poslanci z komise pro kontrolu činnosti Finančního analytického úřadu (FAÚ) a konstatovali, že úřad postupoval správně.
Na schůzi sněmovního bezpečnostního výboru 12. června 2025 šéf Bezpečnostní informační služby (BIS) Michal Koudelka ujistil poslance, že kauzu nerozpoutali ani neřídili příslušníci cizí moci.[zdroj?] Detektivové Národní centrály proti organizovanému zločinu (NCOZ) téhož dne zajistili na ministerstvech spravedlnosti a financí dokumenty k bitcoinové kauze. Nová ministryně spravedlnosti Eva Decroix (ODS) jim vyjádřila plnou součinnost a plánovala vládě do týdne představit časový sled událostí. Předseda bezpečnostního výboru Pavel Žáček (ODS) sdělil, že vyšetřovatelé budou muset spolupracovat se zahraničím.
Dne 17. června 2025 sdělila nová ministryně spravedlnosti Eva Decroix, že z darovaných 468 bitcoinů prodalo Ministerstvo spravedlnosti polovinu (235), část dalších transakcí chce stornovat. Ministerstvo sdělilo, že je v kontaktu s kupci a zahájilo už jednání s právní kanceláří, která zastupuje největšího kupujícího (viz. právní zástupce Kirill Juran). Zároveň ministryně sdělila, že v bitcoinové kauze finalizuje stížnost pro porušení zákona na rozhodnutí Krajského soudu v Brně, který Jiřikovskému vydal zabavenou elektroniku. Podle ní mohlo být rozhodnutí nezákonné a nerespektovalo závazný právní názor Nejvyššího soudu. Napadené rozhodnutí už ale nelze zvrátit.
Náměstek majetkového úřadu (ÚZSVM) Daniel Přibyl, který měl snahu se zúčastnit otevírání bitcoinové peněženky, dostal výstrahu před výpovědí.
Dne 18. června zveřejnilo Ministerstvo spravedlnosti přislíbenou časovou osu, která je však anonymizována. I když Decroix původně chtěla přidat na časovou osu jména jednotlivých aktérů, představitelé Vrchního státního zastupitelství v Olomouci nedoporučili deanonymizovat jednotlivá jména kvůli ohrožení aktuálního vyšetřování. Původně chtěla Decroix zveřejnit doplněnou časovou osu 15. srpna 2025, ale v daném období čerpala dovolenou. Kvůli vlastní rekreaci se ministryně rozhodla, že zveřejní aktualizovanou časovou osu o týden později.
Decroix ozřejmila, že pokud se do auditu nepřihlásí žádná soukromá firma, bude muset provést určitou formu interní auditu. Do auditu se oficiálně žádná firma nepřihlásila. V červenci 2025 našla Decroix auditora pro kauzu. Auditorem je sdružení firem Grant Thornton Czech Republic a Grant Thornton Audit. Český stát prostřenictvím daňového poplatníka za audit zaplatí 3,57 milionu korun včetně DPH. Auditoři zjistili, že ministerstvo spravedlnosti nemělo přijímat bitcoinový dar, protože dopředu vědělo, že dar může pocházet z výnosů trestné činnosti. V externí zprávě vytkli auditoři ministerstvu, že nepodniklo kroky, aby vyloučilo nelegálnost darovaných peněz. „Existuje riziko, že v souvislosti s přijetím daru, dalším nakládáním s ním a jeho následným prodejem prostřednictvím veřejné aukce mohlo dojít k naplnění skutkových podstat některých trestných činů,“ konstatovali auditoři ve zprávě. Po jednání předsednictva STAN dostala Decroix, která se jednání rovněž zúčastnila, ultimátum na zveřejnění auditu do konce srpna 2025. Decroix svolala tiskovou konferenci v pátek 8. sprna 2025, aby lépe vysvětlila fungování Uhlíře na ministerstvu. Po skončení konference, kdy Decroix řekla, že nesdělí nic nového, vyslovil předseda STAN Vít Rakušan podmínkou pro případnou další společnou vládu STAN A SPOLU, kdy by ministerstvo spravedlnosti měl vést ministr od Starostů.
Prošetřování kauzy přímo na Ministerstvu spravedlnosti vedl v červnu 2025 „koordinátor BTC kauzy“. Jako „koordinátora BTC kauzy“ určila Decroix advokáta Davida Uhlíře. Uhlířova odměna byla původně 320 tisíc korun od doby jmenování do října 2025. Uhlíře popsala Decroix jako: „člověka, který (...) je tu i pro opoziční zástupce a další, kteří by mohli mít pocit, že ministryně za ODS něco zametá pod koberec.“ Kromě Uhlíře si Decroix najala i další tři advokátní kanceláře v souvislosti s bitcoinovou kauzou. První dvě kanceláře dostanou od ministerstva 600 tisíc korun včetně DPH. Poslední kancelář má nastavenou hodinovou sazbu za práci na 5600 korun. V červenci 2025 přiznal Uhlíř, že bitcoinům a technologii kolem nich vůbec nerozuměl, v rozhovoru pro Seznam Zprávy. Samotnou technologii zkritizoval kvůli tvorbě skleníkových plynů při těžbě mincí. I přes osobní nepochopení hodlal Uhlíř dokončit zprávu ohledně kauzy v polovině srpna 2025. Jeho ambicí bylo vytvořit zprávu ohledně přijetí daru a určit chyby, které by se neměly opakovat v budoucnosti. Po měsíci však ve své funkci náhle skončil s tím, že zprávu vůbec nedodá, ale splnil úkol, který mu zadala Decroix. Za splnění úkolu získal Uhlíř peněžitou odměnu ve výši 160 tisíc korun bez DPH.
Nevypracování závěrečné zprávy a samotnou roli Uhlíře při vyšetřování kauzy nepochopil český prezident Petr Pavel ani představitelé hnutí STAN. Decroix zareagovala na kritiku svého postupu při fungování „koordinátora bitcoinové kauzy“ s tím, že Uhlíř sepíše zprávu ohledně fungování ministerstva spravedlnosti při kauze po skončení své dovolené. Při tiskové konferenci přirovnala Decroix fungování Uhlíře k: „divadelnímu angažmá, která by bylo znovu nehospodárné“. Po návratu z dovolené odmítl Uhlíř zprávu sepsat s tím, že po ukončení vztahu s ministerstvem nemá důvod na ní pracovat. Sdělil, že ministerstvo nemělo nikdy dar přijmout. Uhlíř studoval časovou osu u kauzy 6 hodin práce a plnil povinnosti vyplývající z kauzy dalších 25 hodin. Celkově odpracoval 60 hodin práce pro ministerstvo spravedlnosti podle zveřejněného výkazu práce.
Decroix požádala, aby se Nejvyšší kontrolní úřad začal zabývat kontrolou postupů při předávce bitcoinů mezi Jiřikovským a ministerstvem spravedlnosti. Ministryně argumentovala tím, že se jedná o nezávislý orgán, který posílí důvěryhodnost prověření, i přes to, že nynějšího (červenec 2024) ředitele NKÚ Miloslava Kalu jmenoval prezident Petr Pavel na návrh Poslanecké sněmovny, kde má ODS většinu skrze koalici SPOLU.
Vrchní státní zástupce Radim Dragoun sdělil, že k 22. červenci 2025 nebyl nikdo v kauze obviněn. Tentýž den zopakovala ministryně Decroix, že dosud přijetím daru nevznikla státu žádná škoda. Při rozhovoru pro časopis Reflex označila Decroix osoby, které upozorňovaly na střet zájmů kvůli jejímu členství v ODS, za deziformátory. Na snahu o nešíření informací z vyšetřování kvůli jeho možnému narušení reagovala Decroix tím, že podala podnět k dohledu nejvyšší státní zástupkyni Lence Bradáčové v kauze. Bradáčova měla dohlédnout, zda-li v trestní věci nedochází k průtahům a jsou řádně dodržovány zásady činnosti orgánů činných v trestním řízení. Dragoun reagoval negativně na slova ministryně Decroix s tím, že zaměstnanci olomouckého státního zastupitelství odpověděli vždy obratem a v rozsahu odpovídajícímu stadiu trestního řízení. Den poté, co Decroix požádala Bradáčovou o pomoc, zahajila tehdejší nejvyšší státní zástupkyně dohled nad vyšetřováním kauzy.
Ve stejný den, kdy Dragoun sdělil, že v kauze nebyl nikdo obviněn, zasedal senátní Výbor pro zahraniční věci, obranu a bezpečnost, který jednal s Decroix ohledně vývoje kauzy. Jednání s ministryní se uskutečnilo v důvěrném režimu. Senátoři ve výboru zjistili, že na část informací nemají nárok. Místopředseda výboru Robert Šlachta komentoval jednání slovy: „Jednání bylo naprosto zbytečné. (...) Nepožadoval bych informace z trestního řízení. (...) Víte, ne že bych viděl trávu růst. Ale kdo byl ten, kdo vybral zrovna tyto auditorské firmy? Proč má doktor Uhlíř přístup k veškerým informacím a senátoři ne? (...) Kým byl nominován doktor Uhlíř?“ Závěrem jednání byl příslib Senátu, že senátoři věří v dobré vyšetřování na ministerstvu. Den po jednání výboru skončil Uhlíř spolupráci s ministerstvem spravedlnosti a odjel na dovolenou do zahraničí. Další jednání výboru se bude konat 26. srpna 2025.
Členové NCOZ provedli razii v noci ze 14. na 15. srpna 2025. Při akci byly zadrženy osoby a věci důležité pro trestní řízení včetně Jiřikovského. Vrchní státní zástupce Radim Dragoun sdělil, že zásah se týkal podezření z legalizace výnosů z trestné činnosti a nedovoleného nakládání s drogami. Dragoun se vyjádřil ke komplexnosti celé kauzy slovy: „Jde o trestní věc, která byla v nedávné době policejním orgánem vyloučena k samostatnému řízení ze společného řízení, jehož předmět je širší.“ 

## Situace na blockchainu během události
Redaktor Martin Drtina z webu Lupa.cz analyzoval vývoj na blockchainu s tehdy dostupnými dokumenty. Novinář zjistil, že spící bitcoinová peněženka – místo pro úschovu bitcoinu v celé bitcoinové síti – která patřila pod tržiště Nucleus Market, se stala aktivní s transakcemi v době dvou dnů, 6. a 7. března 2025. Dále redaktor ozřejmil identitu znalce z darovací smlouvy jako Jiřiho Bergera. Dne 7. března 2025 v čase mezi 9. a 12. hodinou došlo ke kontrolnímu převodu přesně 0,468 BTC na hardwarovou peněženku Trezor T ve vlastnictví Úřadu pro zastupování státu ve věcech majetkových. Na tu samou kryptoměnovou adresu bylo následně téhož dne odesláno celkem 468 BTC po čtyřech částech. Po 22 minutách od skončení zápisu notáře došlo ze stejné adresy k přesunu dalších 151 BTC na další adresy, kde vyjma další trojice převodů zůstávají doposud. Drtina tak dle vlastních slov jasně prokázal, že osoba, která převedla peníze na stát, ovládala veškeré peněženky napojené na tržiště Nucleus.
Tato verze byla později vyvrácena publicistou a novinářem Patrickem Zandlem, který vysvětlil, že transakce probíhaly jen nad částí bitcoinů propojených s tržištěm Nucleus (zmíněných 1561 BTC) a ostatní bitcoiny zůstaly spící, protože k nim nemusí existovat přístup (viz další podkapitola o zálohování JBOK). Podle analýzy (Bitinfochart spojuje Nucleus se 165000 adresami, Arkham s 146000 adresami) Patrik Zandl zjistil, že na peněžence tržiště Nucleus sice bylo dalších 3855,15 BTC zmiňovaných v médiích, se kterými však nebylo nakládáno a mohou být i navždy ztraceny. Na vrácených počítačích tak bylo přistupováno k 1561 BTC, o které se Jiříkovský se státem rozdělil dle uzavřené dohody.
Drtina vysvětlil převody 6. března 2025, které nebyly součástí notářského zápisu, v dalším článku. Ve druhém článku rovněž vysvětlil, že veškeré finanční prostředky, které stát obdržel podle darovací smlouvy, byly spojené s Nucleem. Spekuloval, že rozmělňování bitcoinu po prvotních převodech cílilo na následnou směnu bitcoinu na měnu s nuceným oběhem. V chronologicky třetí analýze Drtina prokázal, že po zadržení Jiřikovského a domovní prohlídce dne 12. dubna 2016 třetí osoba (nebo skupina osob) převáděla finanční prostředky z peněžek Nuclea následující den v noci. Ve čtvrtém textu Drtina zjistil, že někdo se snažil směnit bitcoinové mince z daru do dnešních dní na českých i zahraničních kryptoměnových burzách včetně burzy Kraken. Zmíněné mince se neznámí majitelé kryptoměnových peněženek snaží přeskupovat pomocí mixérů (nástrojů na bitcoinovém blockchainu, které znesnadňují možnost zpětně dohledat, odkud jednotlivé mince pochází).

### Bitcoin, peněženka a adresa
Bitcoiny se uchovávají na kryptopeněženkách, což může být aplikace v počítači či mobilu, ale může to být zařízení podobné USB flash disku (hardwarové peněženka). Bitcoiny jsou chráněné šifrovacím klíčem a klíč je chráněn heslem. Dříve po ztrátě peněženky (resp. obsažených privátních klíčů nebo zapomenutí hesla) byly ztraceny i obsažené bitcoiny. Jiřikovský proto potřeboval přístup k zabaveným počítačům, kde byla uložena potřebná data, ke kterým musel Jiřikovský znát přístupová hesla. Jiříkovského peněženka používala ještě starší verzi Bitcoin Core, založenou na technologii JBOK, ne na modernější technologii HD (z HD klíče peněženky lze odvodit podřízené klíče k obsaženým adresám a k rekonstrukci hlavního klíče stačí znát speciální přístupová slova, není potřeba datová záloha).[chybí lepší zdroj] Hlavním problémem této starší technologie je zálohování. Zálohou JBOK je totiž možné zpřístupnit jen ty adresy z peněženky, které vznikly do doby vzniku zálohy a nelze tak zpřístupnit prostředky, které jsou na adresách vzniklých až po vzniku zálohy. Peněženka sdružuje libovolné množství adres, pod kterými jsou odděleně drženy bitcoiny. Některé adresy jsou veřejně známé (např. bitcoinové směnárny), ale jinak je zachována pseudoanonymita majitelů a nelze bez zveřejnění XPUB potvrdit, že soubor adres patří k jedné peněžence (lze použít více či méně přesné heuristické metody k doložení propojení více adres do jedné peněženky, což však ztěžují mixéry nebo technologie CoinJoin).[chybí lepší zdroj] Pro zachování anonymity je pro každý příjem v peněžence vygenerována nová adresa (tj. s nulovým obsahem), takže odesílatel neuvidí, kolik má příjemce v peněžence bitcoinů a zároveň lze veřejně zjistit, zda transakce již proběhla ve smluvené výši.[ve zdroji nenalezeno][chybí lepší zdroj] Odeslat lze jen celý obsah adresy, takže při převodu pouze části obsahu je nutné vygenerovat novou adresu (proběhne převod z adres peněženky majitele na novou adresu a z té dojde k převodu příjemci, takže jeden převod vyžaduje více transakcí). Všechny transakce se zaznamenávají do veřejného blockchainu, kde jsou od počátku existence bitcoinu, takže lze zpětně dohledat transakce mezi adresami a tím i původ bitcoinů. Pro zakrytí původu bitcoinů je možné použít tzv. mixéry (skrytí původu pomocí mnoha transakcí).
Proto bylo možné až po transakci (tj. po převodu bitcoinů od Jiřikovského na adresu ministerstva) dohledat zpětně původ bitcoinů v peněžence tržiště Nucleus a propojení s Jiřikovským a nebylo možné tuto skutečnost zjistit před jejím uskutečněním (smlouva s ministerstvem neobsahovala údaje o peněžence s bitcoiny).

### Praní špinavých peněz
Kvůli AML (anglicky Anti Money Laundering, zákony proti praní špinavých peněz) musí povinné osoby prověřovat původ bitcoinů (např. směnárny kryptoměn). Existují registry peněženek, které obsahují seznamy peněženek s bitcoiny pocházející z trestné činnosti. Pokud směnárna narazí na podezřelé bitcoiny (nebo původ z mixéru), zablokuje přístup a požádá majitele o doložení původu bitcoinů. Pokud podezření trvá, dojde k nahlášení na FAÚ (Finančně analytický úřad), který může podat trestní oznámení na policii.[zdroj?] Policie pak může vydat pokyn ke zmrazení bitcoinů. Prokáže-li se původ z trestné činnosti, dojde z rozhodnutí soudu k propadnutí bitcoinů státu. Stát pak peníze vyřadí ze sankčního seznamu a může je prodat podobně, jako se prodávají předměty zabavené z jiných trestných činností. V Česku je výnos z takového prodeje příjmem do fondu na ochranu obětí trestných činů. V zemích[které?] Západního světa je burzami respektován zákon AML[zdroj⁠?!], takže bez hrozby zabavení není možné převést bitcoiny na peníze.[ujasnit] Kryptoměny není v roce 2025 snadné vyprat, jako tomu bylo dříve.[kdy?][zdroj⁠?!] Existují skupiny věnující se vyšetřování trestné činnosti a tím identifikaci závadných bitcoinů (tj. pocházejících z trestné činnosti) za vypsanou odměnu. Protože kvůli pochybnému původu pak nelze směnit toxické bitcoiny na peníze, může jejich držitel zkusit směnu na jiné kryptoměny a teprve poté na peníze. Při směně jsou však další omezující pravidla, například o maximálním objemu hotovosti při směně, což znemožňuje operace s většími částkami. Ve světě mohou existovat směnárny, které z důvodu méně přísného přístupu k zjišťování původu bitcoinů umožní operace, které by jinde byly zamítnuty.
Pokud se státu podaří zadržet bitcoiny z tržiště Sheep market nebo Nucleus, propadnou po soudním řízení státu jako výnos z trestné činnosti.[zdroj⁠?!] Bitcoiny ze zmíněných tržišť a propojení na Jiřikovského chce z důvodu mezinárodního přesahu šetřit též americká FBI, se kterou čeští vyšetřovatelé spolupracují.

## Mediální pokrytí ve světě
Editoři serveru Politico upozornili, že vzniklá kauza může pomoci k vítězství Andreje Babiše v nadcházejících parlamentních volbách. Pro server se vyjádřil vysokoškolský učitel Petr Kaniok z Masarykovy univerzity, který uvedl, že se vládním politikům podařilo kauzu zahladit kvůli odstoupení Blažka z pozice ministra. Novinář Jan Lopatka pro Reuters poznamenal, že Fialově vládě by díky většině 104 poslanců neměla být vyslovena nedůvěra. Novináři z AP uvedli, že opozice nařkla vládu Petra Fialy ze státního praní špinavých peněz. Novinář Jean-Baptiste Chastand z francouzského deníku Le Monde si všiml proměny komunikace vládních činitelů od „darování peněz zadarmo“ až po odchod Blažka z funkce.
Motiv strachu ze selhání České republiky jako státu, který mohl vyprat peníze, rozpracovala Aneta Zachová pro evropský zpravodajský web Euractiv.com a sdílela ve svém textu obavy prezidenta Petra Pavla o erozi důvěry v právní řád. Turecký novinář z agentury Anadolu Ajansı upozornil, že kabinet Petra Fialy nespíš přežije hlasování o vyslovení nedůvěry a že parlamentní opozice trvá na odstoupení Stanjury z pozice ministra. Reportéři z kanadské televizní stanice CTV News upozornili na stejnou stranickou příslušnost Blažka a Decroix s ohledem na vyšetření kauzy. Novinářka z belgického konzervativního webu Brussels Signal ocitovala výrok poslance Radima Fialy (SPD): „To, že jste to přežili, znamená, že si možná věříte, ale rozhodně nemáte důvěru nás a lidí v České republice.“
Novinář z ukrajinského deníku Європейська правда uvedl, že by kauza mohla ohrozit českou pomoc při válce na Ukrajině. Dále spekuloval o oslabení Fialy v rámci ODS a jeho možného nahrazení Martinem Kubou, což by znamenalo nepředvídatelnou proměnu vztahu Ukrajiny a Česka. Editor německé agentury Bne IntelliNews si všiml neochoty Zbyňka Stanjury vzdát se pozice ministra financí po kauze, i když sám Blažek ho informoval ohledně daru předem. Editor také ocitoval českého ekonoma Richarda Hindlse s odkazem na jeho rozhovor pro Český rozhlas. Hindls sdělil, že tento typ transakce s kryptoměnami včetně jejich prodeje ve státní dražbě by nebyl možný v soukromém sektoru kvůli státní regulaci.
Novináři z malajského zpravodajského webu The Star ocitovali text Aleny Schillerové ze sociální sítě X, kde zmínila, že opozice neměla jinou možnost než vyvolat hlasování o vyslovení nedůvěry Fialově kabinetu. Editor hongkongského webu Dimsum Daily si všiml vyjádření Babiše ohledně ztráty morální autority vlády. Novinář z celosvětové sítě investigativních novinářů Organized Crime and Corruption Reporting Project (OCCRP), kteří se zaměřují na zpravodajství ohledně korupce a organizovaného zločinu, označil bitcoinovou kauzu za počátek celostátní vládní krize.

## Mediální pokrytí v tuzemsku
Na kauzu reagovala řada českých politiků, novinářů i politických komentátorů.

### Komentáře
Český politolog Lukáš Valeš označil Česko za banánovou republiku s odkazem na zahraniční tisk. Další politolog Jan Kubáček komentoval kauzy slovy: „Státní správa je buď neschopná, nebo všehoschopná.“ Kubáčkovi se nelíbila kusá komunikace vlády ohledně vývoje situace i míra neprofesionality vládních úředníků. Při rozhovoru pro CNN Prima News kritizoval Kubáček pomalou rychlost řešení kauzy ze strany Petra Fialy a uvedl, že kauzu může být tematicky zařazena mezi „démony devadesátek“, protože ministr spravedlnosti šel proti jakýmkoliv zásadám spravedlnosti v Česku. Kubáček zmínil, že odchod STAN z vlády Petra Fialy musí být buď logický pro voliče, nebo bude nutné se striktně vymezit vůči ministrům z ODS. Kubáček zmínil, že představitelé ODS vystupovali nedůstojně vůči představitelům STAN. Podle Kubáčka setrvání Stanjury na pozici ministra financí poškozuje celou ODS. Strategie ODS s vymlčováním Stanjury může vést k horšímu výsledku v nadcházejících volbách u koalice SPOLU. Politolog Josef Mlejnek vyřkl názor, že kauza oslabí jak volební koalici SPOLU, tak samotného Petra Fialu. „Ani ve snu by mě nenapadlo, že je to možné. Že ministerstvo spravedlnosti vezme a legalizuje peníze, které jsou od odsouzeného člověka, aniž by vědělo, jaký je původ těchto peněz,“ komentovala ke kauze politoložka Vladimíra Dvořáková.
Valeš dále upozornil, že bitcoinová kauza bude mít vliv na komunikaci jednotlivých stran v rámci koalice SPOLU. V komentáři pro Český rozhlas Plus popsal, že hlasy pro odchod z koalice se neozývají pouze z pravého křídla ODS, ale v druhé polovině června 2025 už i od představitelů KDU-ČSL a TOP 09. Popsal, že Starostové a nezávislí mají touhu se od ODS odtrhnout v příštích volbách, ale chybí jím konkrétní kroky. Také se podivoval nad existencí společně koalice mezi ANO a ODS v Brně v kontextu kauzy. Komentátor Petr Hartman varoval, že na skalní příznivce koalice SPOLU nemá kauza žádný vliv. Prudší propad volebních preferencí dal do souvislosti s důvěryhodností Fialovy vlády.
Politolog Daniel Šárovec označil trio Blažek, Fiala a Stanjura za naivní. Šárovec poznamenal, že kauza má potenciální nabourat legitimitu vlády. Následně upozornil, že vyjádření Rakušana o setrvání ve Fialově kabinetu je omezeno na „právě teď a tady“. Spekuloval, že političtí lídři byli skoupí na slovo, protože chtěli získat čas. Šárovec poznamenal, že Dexcroix je pouze „překlenovací ministryně“. Valeš doporučil ODS, aby sama odešla z vlády, aby mohla začít s jinou politickou tváří, než je Petr Fiala. Označil kauzu za nejhorší za posledních 35 let. Doplnil, že Fiala selhal při obnově pravice v Česku jako její metaforický spasitel a nestane se druhým Václavem Klausem. Sám by očekával, že představitelé hnutí STAN by mohli opustit Fialův kabinet, ale nechat dosavadní vládu fakticky dovládnout do konce období.
Politický komentátor Thomas Kulidakis sdělil, že vidí v kauze podobnost s dalšími kauzami ODS z minulosti včetně kupónové privatizace nebo kauzy Nagyová. Politická komentátorka Kateřina Perknerová označila kauzu za událost s až moc velkým počtem náhod. Novinář Petr Honzejk komentoval odchod Blažka z funkce ministra s tím, že nedošlo ke celospolečenské katarzi, která by obnovila důvěru v politiku. Publicista David Klimeš řekl k vývoji kauzy, že se konečně veřejnost dozvěděla ucelenější informace. Zároveň vyřkl názor, že příběh z banánové republiky – Česka – neskončil. Komentátor Miroslav Korecký upozornil na přímé napojení Decroix, která komunikovala s Blažkem o e-mailu náměstka Dvořáka. E-mail měl dokazovat, že Dvořák měl vědět o celé kauze od začátku. Korecký použil pro předpokládaný vývoj na Ministerstvu spravedlnosti větu: „Skartovačky tam pojedou.“ Vyjádřil rovněž přesvědčení, že TOP 09 ani KDU-ČSL nemohou kabinet opustit, protože se pohybují na hranici vlastní existence. Televizní výstup Fialy popsal jako projev „komunistického papaláše“.
Podle bývalého vyšetřovatele praní špinavých peněz Kamila Kouby nedošlo ze strany ministerstva spravedlnosti ani ministra Blažka k praní špinavých peněz ani k praní peněz z drog. Za pravděpodobné naopak považuje praní peněz Tomášem Jiřikovským, avšak upozornil, že je možných několik různých hypotéz, kterými se bude vyšetřování ubírat. Poukázal na pochybení advokáta Kárima Titze, kde by naopak mohla být odpovědnost za plnění povinností podle zákona proti praní špinavých peněz. Všechny bitcoiny z kauzy jsou podle něj špinavé, vztahuje se na ně opatření proti praní špinavých peněz a jsou tak do propadnutí státu z rozhodnutí soudu nepoužitelné. Poukázal také na možnost, že vrácení nesmazané výpočetní techniky Jiřikovskému mohl být záměrný krok vyšetřovatelů, protože podobný postup byl použit v kauze Petra Křístka (pod dohledem policie dešifroval svoji peněženku s bitcoiny za 2,5 miliardy Kč, která mu byla obratem zabavena).
Nejvyšší soud (NS) se ohradil proti kritice za rozhodnutí, které otevřelo odsouzenému Tomáši Jiřikovskému cestu k zabavené elektronice s přístupem k bitcoinům s tím, že rozhodnutí odpovídá zákonu i dosavadní judikatuře Nejvyššího i Ústavního soudu, uvedla 10. června 2025 mluvčí NS Gabriela Tomíčková. Na možný rozpor s judikaturou poukázal spolek na ochranu nezávislé justice Šalamoun.
Člen umělecké skupiny Ztohoven, spoluzakladatel Paralelní polis (kavárna Bitcoin Cofee byla v roce 2014 jedním z prvních míst, kde se v Česku dalo platit kryptoměnami) David Brudňák, známý jako Roman Týc, řekl, že Jiřikovský chtěl od státu potvrzení, že jsou bitcoiny v pořádku a teď se musí bát o život, protože okradl členy podsvětí.
Mluvčí Úřadu pro zastupování státu ve věcech majetkových (ÚZSVM) řekla, že před uzavřením darovací smlouvy mělo Ministerstvo spravedlnosti důkladně prověřit jak předmět daru, tak i dárce (kvůli pochybnostem nebyl při otevření peněženky zástupce ÚZSVM přítomen).
Pavel Rychetský označil kauzu jako příčinu otřesů veřejného mínění a volební preferencí koalice SPOLU. Popřel, že by se ze strany Jiřikovského jednalo o čistou dobročinnost. Také upozornil, že k 28. červnu 2025 stále nebyla známá protislužba státu za finanční dar. Politický komentátor Jindřich Šídlo varoval, že se při medializaci kauzy míchá s jednoduchými slovními zkratkami spojenými s komplexní kryptoměnovou technologií, což způsobuje horší pochopení kauzy u české společnosti. Novinář Martin Fendrych nevěřil rozdílenému přístupů úředníků na Ministerstvu spravedlnosti a na Ministerstvu financí ve svém komentáři k vývoji kauzy.
Politický marketingový stratég Oto Klempíř komentoval kauzu s tím, že poraženým je „český klídek“ v kauze a vítězem je darknet. Politici nepřišli na nic v kauze podle Klempíře. Klempíř dále popsal vývoj kauzy jako vkročení do „žhavé fáze“ volební kampaně. Největší problém viděl v konci „Moraváků“ v koalici SPOLU. Klempíř řekl k efektivitě krizové komunikace Fialova kabinetu, že vláda vypadá jako by neměla svého šéfa. V rozhovoru pro internetovou televizi VOX TV vyslovil Klempíř, že Marek Benda je obhájcem celé kauzy. Následně popsal Klempíř tendenci podporovatelů koalice SPOLU ve tvoření příspěvků na sociální sítí X, kde argumentovali tím, že nikdo nebyl v kauze obžalovaný a nevznikla žádná škoda. Mentální nastavení podporovatelů ve vztahu k ostatním lidem ve veřejném prostoru rozvedl Klempíř větou: „Co za zbytečný humbuk tady předvádíte, vy, neinformováná lůzo?“ Podle názoru Klempíře mají zmíněné reakce na sociální siti formu politického protiútoku, který má zacíl skrze mediální slogany dostat bitcoinovou kauzu do metaforické komunikační mlhy, aby o ni ztratila česká veřejnost veškerý zájem.
Komentátor Radek Kedroň popsal situaci mincí jako patovou po nedokončených dražbách. Kedroň také satiricky glosoval Blažkův výrok o tom, že Česku nevznikla škoda přijetím daru. Komentátor Jan Křovák upozornil, že Česko čekala kontrola odolnosti proti praní špinavých peněz od evropského uskupení MONEYVAL. Upozornil, že kauza společně s děním v motolské nemocnici mohou mít záporný vliv na celkové hodnocení Česka.
Politický komentátor Martin Schmarcz označil spor ohledně nejvyššího dosaženého vzdělání Evy Decroix za neférový. Kritiky, kteří upozorňovali na nestandardní proces nostrifikace kratšího zahraničního vzdělání, označil za „dezoláty“ a „mužské hysterky“. Nostrifikace je uznání zahraničního vzdělání a kvalifikace, které se dokládá dodatkem k diplomu s informací o obsahu a rozsahu vzdělání (tzv. „Diploma Supplement“ apod.), nikoliv délkou studia.
Politolog Milan Školník okomentoval odchod Uhlíře z pozice „koordinátora bitcoinové kauzy“ tím, že se jedná o prapodivnou komunikaci vlády. Zvláštnost vysílaných vladních zpráv ohledně vyšetřování kauzy způsobilo, že Uhlíř nepředložil žádný veřejný výstup vlastní práce veřejnosti. Školník se ve vysílání TV Nova zeptal: „Co tam koordinátor vlastně dělal?“ Politolog Jan Kubáček popsal „roli koordinátora bitcoinové kauzy“ jako trapnou a Uhlíře pojmenoval jako „výdaj navíc“. Uvedl, že je důležitější, co říkají bitcoinoví specialisté a novináři, než to, co sdělují představitelé Fialova kabinetu, o kauze. Politolog Josef Mlejnek nevyloučil, že se Decroix snaží ovlivnit fungování orgánů činných v trestním řízení při povolání Bradáčové k dohledu nad kauzou. Politologové Kubáček a Valeš se shodli, že Uhlíř nepřinesl nic nového a vůbec nekomunikoval s veřejností. Kubáček přirovnal dění v kauze k dějové lince francouzského románu Zvonokosy.
Komentátor Martin Čaban přirovnal první výsledek auditu za ostrý jako břitva. Popsal s odkazem na audit, že Blažek mohl předpokládat nelegální původ daru ještě před jeho přijetím státem. Blažkovu obhajobu jeho jednotlivých kroků pojmenoval jako „právní hyperformalismus“. Zmínil, že nálezy auditorů jsou varováním pro Decroix s tím, aby se nenašla ještě další pochybení v kauze.
Politický komentátor Bratříček vyslovil názor: „ODS je v prdeli!“ Vysvětlil, že kvalita stavu ODS nespočívá v kauze, ale v nesmyslné proměně trestního zákoníku, kdy se zpřísňují některé tresty, pokud jejich obětí byla jakákoli minorita. Tesárek prohlásil, že kauza není legitimní a Blažek měl na ministerstvu zůstat. Sdělil, že si počká, až dojde na ministerstvu politická opozice a vysvětlí, co se skutečně stalo při kauze. „Proč to po sobě mažete?“ zeptal se Tesárek představitelů ODS, kteří se zúčastnili kauzy. Tesárek si rovněž povšiml dialogu mezi Radovanem Vávrou a Michalem Půrem na sociální síti X. Půr si stěžoval, že nepůjde k volbám, aby nemusel trestat vládní koalici SPOLU za nezvládnutí kauzy. Vávra radil Půrovi, aby určitě využil svého volební práva, ale aby se nebál trestat Fialův kabinet „volbou Babiše“.
Politický komentátor Miroslav Korecký pojmenoval předvolání Decroix na zasedání předsednictva STAN jako „platonické bububu“, které může podle jeho názoru ovlivnit voliče STAN více než voliče koalice SPOLU kvůli nižší pevnosti voličského jádra. Korecký glosoval odpovědnost náměstka Karla Dvořáka (STAN), který věděl o daru ministerstvo dopředu, ale nic nepodnikl. Za svou nečinnost byl odměněn prvním místem na kandidátní listině STAN v Praze.
Publicista Luděk Staněk popsal komunikaci Decroix v kauze za navrát kauzy do médií. Staněk se domnívá, že Decroix není schopna uřídit ministerstvo spravedlnosti. „Toto má Babiš zadarmo,“ okomentoval Staněk situaci ohledně několikeré rozporuplné komunikace Decroix ohledně zprávy, kterou měl sepsat Uhlíř. Staněk vyslovil hypotézu, že veřejnost se nikdy nedozví, co bylo pravou podstatou celé kauzy kvůli politické mlze kolem navrácení daru. Decroix neměla žádnou strategii pro „dostání kauzy pryč z mediálního prostoru“. Se Staňkem souhlasil prognostik Bohumír Štědroň v časopise Přítomnost, kde označil vývoj kauzy za selhání politického marketingu. Dle Štědroně měla vládat odvést mediální pozornost k aspektu, že státu nevznikla škoda. Následně měl Fialův kabinet obvinit opizici, že nebyla schopna změnit zákony, aby dar nemohl stát přijmout. Neměly se uskutečnit žádné tiskové konference ohledně vývoje kauzy. Následně se měla veřejná pozornost přesunout k nedokončenému stavebnímu řízení a k vytunelování firmy Liberty Ostrava.
Publicista Jan Vávra přirovnal Petra Fialu k Edvardu Benešovi s tím, že vývoj kauzy dává možnost k volebnímu triumfu komunistům. Rozporoval mediální vyjádření představitelů SPOLU o dohnání volebního výsledku hnutí ANO v září 2025, protože představitelé koalice jsou nečinní podle Vávry. Pasivitu tehdejších koaličních představitelů (kromě politiků KDU-ČSL) dal Vávra do souvislost s možností úmyslné volební porážky nebo snahy vytvořit koalici ODSÁNO (spojení ODS a ANO).
Politický komentátor Jindřich ŠÍdlo sdělil, že představitelé SPOLU působí, jako by se smířili s volební porážkou. Šídlo zmínil, že komunikační strategie Decroix přepíše učebnice krizové komunikace pro budoucí novináře. Publicista by se nedivil, kdy se podařilo udržet kauzu ve veřejném prostoru do sněmovních voleb.
Politolog Lukáš Valeš uvedl k vývoji situace, že ministryně Decroix zvyšuje očekávání veřejnosti „bobříkem mlčení“ na ministerstvu a neochotou dodávat nové informace do veřejného prostoru. Poukazal na to, že Uhlíř nevyslovil to, co by se mělo změnit při přijetí podobného daru v budoucnosti, před svým odchodem z pozice „bitcoinového koordinátora“. Zveřejnění rozšířené časové osy pojmenovla Valeš jako návnadu veřejnosti. V aktualizované časové ose by Valeš rád informaci, kdy právní odbor resortu financí sepsal negativní stanovisko k daru, kdy doputovalo do kabinetu ministra Zbyňka Stanjury (ODS) a co se s ním dělo poté. Na ukázce arogance Decroix při komunikaci vývoje rozporoval Valeš, že by zájem o kauzu vznikl kvůli „okurkové sezóně“.
Politický marketér Jakub Horák označil kroky Decroix v kauze jako jednu chybu za druhou. Horák poradil Decroix, aby jmenovala „druhého bitcoinového koordinátora“ z českých ekonomů. Navrhl, aby pozici zastával Dominik Stroukal a sepsal zprávu ohledně vývoje kauzy. Novinář Martin Bryś pojmenoval situaci kolem vývoje kauzy jako vytažení Černého Petra s tragikomickým nádechem. Politolog Kubáček popsal zatčení Jiřikovského jako obrovskou ostudu vzhledem k argumentaci Blažka a Decroix. Decroix je v úzkých podle Kubáčka, protože zatčení znehodnocuje argument pokání. Kauza zůstala součástí předvolební kampaně. Členové koalice SPOLU budou muset opakovat, že respektují orgány činné v trestním řízení, podle předpovědi dalšího vývoje.
Političtí novináři Lucie Stuchlíková a Václav Dolejší glosovali, že kromě bitcoinové kauzy se po zatčení Jiřikovského probudil Blažkův účet na síti X po měsíční pauze. Ani jedno nepomáhá koalici SPOLU v předvolební kampani podle novinářů. „Občanská demokratická strana komunikaci kolem bitcoinové kauzy zvládá mizerně, dokonce bych řekl, že ji nezvládá vůbec,“ pojmenoval komentátor Petr Honzejk poltiickou situaci po chycení Jiřikovského.

### Reakce politiků
Ministr zemědělství Marek Výborný (KDU-ČSL) sdělil, že Čechy daleko více zajímá dostupné bydlení než bitcoinová kauza. Ministr vnitra Vít Rakušan (STAN) uvedl, že nehodlá bořit vládu Petra Fialy na začátku června 2025. Následně Rakušan označil vyjádření Evy Decroix (ODS) o namočení náměstka Karla Dvořáka (STAN), protože o daru dle informací Decroix věděl dopředu, za snahu rozmělnit podezření na co nejvíce lidí. Rakušan sdělil při rozhovoru pro Seznam Zprávy, že na Stanjurově místě by si nenechal v úřadě Filip Bendu a další ministerské úředníky, kteří zpozdili předání záporného názoru ohledně daru. Europoslanec Jan Farský (STAN) prvotně podporoval smířlivější tón předsedy Rakušana vůči setrvání ve Fialově kabinetu. Následně Farský nevyloučil možný odchod STAN z Fialovy vlády. Farský také vyzval ke 14dennímu ultimátu, aby členové ODS vysvětlili kauzu jako celek. „Bitcoinová kauza ministra Blažka je ostuda s potenciálem ohrozit rating ČR. Poškozuje důvěru doma i v zahraničí,“ řekla ke kauze europoslankyně Danuše Nerudová (STAN). Rozkmotřenost ODS a STAN dokládá jejich společné noční jednání v úterý 10. června 2025, kdy premiér Fiala několikrát opustil jednací místnost, aby za zavřenými dveřmi zpracoval vlastní emoce podle účastníků jednání z obou stran.
Předseda opozičního hnutí ANO 2011 Andrej Babiš komentoval kauzu s tím, že se jedná o kriminální jednání, které nese znaky praní špinavých peněz státem. Kauzu označil na největší korupční skandál v dějinách Česka. Babiš vyřkl názor, že odvoláním Blažka představitelé ODS udělali z brněnského Dona Pabla pouze metaforického obětního beránka. Následně Babiš vystoupil v pondělí 10. června 2025 s projevem ve Francii. Na akci evropské frakce Patrioti pro Evropu sdělil Babiš v projevu ve francouzštině, že Fialův kabinet je zkorumpovaný v souvislosti s bitcoinovou kauzu. Předsedkyně poslaneckého klubu ANO 2011 Alena Schillerová okomentovala kauzu slovy, že si ministři podali ruce s mafií. Následně sdělila, že hnutí chtělo dosáhnout vyslovení nedůvěry vládě. První místopředseda hnutí ANO 2011 Karel Havlíček hovořil o kauze jako o „vládní pračce peněz z dětské pornografie“. Sám Havlíček navrhl, aby kabinet Petra Fialy dovládl v demisi. Aleš Juchelka okomentoval kauzu slovy: „Kapři si rybník nevypustí.“
Bývalý český prezident Václav Klaus sdělil k situaci: „Kauza nemohla vzniknout bez vědomí premiéra. Byli přesvědčeni o nedotknutelnosti.“ O Decroix řekl, že ji nikdy v životě neviděl a vyjádřil názor, že se nejedná o znalkyni ústavního práva. Klaus zhodnotil, že se jedná pouze o jednu z fatálních chyb Fialova kabinetu. Bývalý český prezident Miloš Zeman řekl ke kauze: „Velcí lidé dělají velké chyby. Podobně jako Napoleon v roce 1812 přepadl Rusko a byla to velká chyba, tak Blažek teď udělal tragickou chybu a vyvodil z toho důsledky.“ Následně Zeman vzkázal Blažkovi přes média: „Proč jsi to, ty vole, udělal?“ Zeman označil vydání kryptoměnové peněženky za předčasné propuštění a miliardu korun z výkonu trestu za čirou mafii a sdělil, že daná situace je tak závažná, že by padly metaforicky i tři vlády. Prezident Petr Pavel uvedl ke kauze, že se jedná o „velký průšvih, který má potenciál poškodit Česko v zahraničí.“ Následně Pavel zpochybnil vyjádření Stanjury, že o daru nevěděl dopředu, při natáčení rozhovoru pro CNN Prima News. Při rozhovoru rovněž pronesl myšlenku, že stát měl využít presumpci viny při přebírání daru, nikoliv presumpci neviny, kterou argumentoval Blažek.
Miroslav Kalousek komentoval kauzu slovy: „Žádná seriózní instituce nepřijme peníze s neprůkazným původem.“ Při rozhovoru pro Seznam Zprávy poukázal, že Stanjura mohl zastavit vývoj celé kauzy. Následně komentoval na sociální sítí X, že Stanjura lže, neřídí svůj resort, nebo kombinace obojího. Kalousek ovšem zmínil, že Stanjuru lidsky chápe. Marek Benda (ODS) se prvotně vyjádřil ke kauze s tím, že je pro něho nesrozumitelná, protože už má vyšší věk. Hlasování o nedůvěře Fialově kabinetu označil Benda jenom za „hru“. Ještě před rezignací Blažka Benda neviděl důvod, proč by měl rezignovat i ministr Stanjura. Benda popřel spekulace o spiknutí ODS na ministerstvu financí a spravedlnosti, které do veřejné debaty přinesl Babiš s odkazem na Bendova bratra Filipa Bendu. Nevyloučil ovšem bratrovo zapojení do kauzy. Po neúspěšném vyslovení nedůvěry kabinetu Petra Fialy doporučil Benda všem poslancům ODS nekomunikovat s novináři Deníku N a doplnil svoji radu slovy: „Mají jediný cíl: zničit ODS.“ V rozhovoru pro Echo24 sdělil Marek Benda, že stojí za svým bratrem, Stanjurou a Decroix. Ke kvalitě práce ministryně uvedl Benda: „Decroix se opravdu snaží, možná občas až příliš.“
Bývalý ministr zahraničí Lubomír Zaorálek (SOCDEM) označil kauzu za ještě dramatičtější než kauza Nagyová, která vedla k pádu Nečasova kabinetu. Předsedkyně SOCDEM Jana Maláčová popsala chování Fialy a Stanjury v kauze jako výmluvy malých kluků.
Senátor Robert Šlachta (PŘÍSAHA) označil ODS jako zločineckou organizaci v reakci na kauzu. Ve vysílání ČT24 doporučil Šlachta, aby novým ministrem spravedlnosti stal nestraník kvůli efektivnímu řešení kauzy. Při rozhovoru s Decroix v CNN Prima News řekl Šlachta, že Blažek uvrhl ministerstvo spravedlnosti do Jižní Ameriky. V té chvíli si nedokázal Šlachta představit, že by novým ministrem spravedlnosti byl člen ODS.
Místopředsedkyně ODS Eva Decroix označila Blažkovy kroky v kauze jako „tunelové vidění“. Když převzala roli Blažkovu roli ministryně spravedlnosti, dodala Decroix, že Blažek udělal 99 % kroků při kauze v „dobré víře“.
Poslanec David Pražák (ANO) komentoval ukončení spolupráce Davida Uhlíře –„koordinátora bitcoinové kauzy“ – s ministerstvem spravedlnosti slovy: „Je to docela neuvěřitelné. Myslím si, že paní ministryně (Decroix) se minula povoláním a v současné době je profesionální vypouštěčkou kouřových clon, protože jinak se to nedá ani nazvat.“ Za nestandardní krok označil ukončení součinnosti s Uhlířem i poslanec Jan Kuchař (STAN). Kuchář očekával nějakou formu výstupu od Uhlíře, aby se podobná situace nemohla opakovat.
Tehdejší ministr zahraničních věcí Jan Lipavský okomentoval odchod Uhlíře s tím, že Decroix ho mohla kdykoliv propustit jako svého poradce. Označil informaci, kdo všechno je napojený na kauzu, za skutečnosti, které jsou utajované kvůli vyšetřování.
Členka předsednictva Hana Naiclerová (STAN) sdělila při rozhovoru pro ČT24, že by měla Decroix odstoupit z funkce ministryně kvůli vývoji vyšetřování kauzy a zapojení Uhlíře do vysvětlování kauzy. Naiclerová označila průběh vyšetřování kauzy za „výsměch veřejné kontrole politiků“. Den po vyjádření Naiclerové v médiu se šeslo on-line předsednictvo STAN kvůli komunikačnímu selhání Decroix při výměně informací o kauze. K nepochopení kroků ministryně Decroix se připojil i europoslanec Jan Farský (STAN), který zkritizoval odpírání dokumentů náměstkovi Dvořákovi (STAN) ze strany Decroix.
Decroix uvedla, že Fialovu volbu, aby nastoupila na ministerstvo spravedlnosti namísto Blažka, nepovažuje za efekt skleněného útesu. Popsala několikeré rozpory ohledně sepsání zprávy Uhlířem jako „komunikační šum“. Roli Uhlíře okomentovala Decroix jako garanta, který měl dohlížet, že se na ministerstvu nebude nic skartovat kvůli členství Decroix v ODS. Upřesnila, že vnímá tlak veřejnosti a novinářů, aby začaly padat hlavy při vyšetřování kauzy.

### Reakce české veřejnosti
Prvotně bitcoinová kauza neměla vliv na volební preference koalice SPOLU. Podle ředitele agentury STEM Jaromíra Mazáka se tak stalo, protože lidé potřebují u složitějších kauz delší čas, než si utvoří vlastní názor, nebo voliči SPOLU berou odstoupení Blažka jako dostatečnou odpověď na kauzu. Podle dalšího průzkumu voličských preferencí zůstaly volební jádro a potenciál stabilní po propuknutí kauzy. Analytici při sestavování volebního průzkumu Ipsos do 1. června 2025 uvedli, že předpokládaný volební výsledek koalice SPOLU se nacházel v rozmezí statistické chyby. Datoví vědci ze společnosti Median zjistili, že pro téměř 30 % původních voličů koalice SPOLU je kauza důvodem k pádu vlády Petra Fialy.
Představitelé české neziskové organizace Milion chvilek pro demokracii ve svém stanovisku k bitcoinové kauze sdělili, že ocenili snahu nové ministryně Decroix o transparentní prošetření kauzy. Kritizovali nedostatečné množství konkrétních kroků při řešení kauzy. Už dříve „chvilkaři“ upozornili, že kauza je prostorem ke zkoušce osobní důvěryhodnosti Petra Fialy a vyzvali k „vyvození politické odpovědnosti“ u ministra financí Stanjury.
Podle průzkumu agentury STEM považovaly dvě třetiny Čechů kauzu za závažnou ve druhé polovině června 2025. V reakci na kauzu začala koalice SPOLU ztrácet volební preference. Podle analytiků STEM lze předpokládat u závažnějších kauz jejich pozvolnější vliv na preference v čase. Datový novinář Michal Janko při metaanalýze volebních průzkumů v černu 2025 zjistil, že koalice SPOLU neklesá pod 20 procentních bodů ve většině průzkumech. Janko si také všiml, že docházelo k obrovskému odlivu podporovatelů od strany STAN ve druhé polovině června 2025. 3 ze 4 původních voličů koalice PirSTAN považovali bitcoinovou kauzu za závažnou v červnu 2025. Představitelé STAN zaznamenali 10,9 procentních bodů ve volebních průzkumech v červnu 2025, což je jejich nejhorší výsledek od ledna 2025. Janko uvedl jako příčinu poklesu preferencí nejednotnost poslanců STAN při hlasování o nedůvěře Fialově kabinetu, kdy tři poslanci ze STAN opustili jednací sál před hlasováním, protože politici ODS nedostatečně vysvětlili kauzu podle jejích názorů. Jako alternativu k první příčině poklesu v průzkumech doplnil Janko, že nařčení o účasti náměstka Dvořáka (STAN) v kauze od Evy Decroix (ODS) a Aleny Schillerové (ANO 2011) mohlo způsobit odliv možných voličů.
Novináři z redakce Seznam Zpráv se dostali k internímu průzkumu volebních preferencí, který nechala vypracovat koalice SPOLU. Z průzkumu vyplynulo, že koalice kvůli kauze ztratila podporu u zklamaných podporovatelů z minulých voleb. Sociolog Jan Herzmann sdělil k průzkumu: „Kauza definitivně podtrhla SPOLU nohy v úsilí o volební vítězství. Šance se velmi výrazně zmenšila.“ Třetina původních voličů koalice se shodla na nutnosti odstoupení dalších ministrů. Každý pátý původní volič koalice si přál pád celého Fialova kabinetu.
Mírné poklesy volebních preferencí u koalice SPOLU spojil komentátor Petr Honzejk s extrémní štěpnou linií my versus oni, kdy je pro voliče koalice SPOLU důlěžitější, aby vládli „koaliční lumpové“ než parlamentní opozice.

## Dopady na jednotlivé účastníky kauzy
Kauza měla přímý nebo nepřímý dopad na její jednotlivé účastníky v čase.

### Zdislava Pokorná
Ještě před publikací prvního textu obdržela Pokorná několik telefonátů od neznámých čísel, které byly dle jejího přesvedčení napojené na Blažka a „brněnské buňky“ ODS. Po vydání prvního textu čelila Pokorná veřejným útokům a zesměšnování kvůli jejímu podílu na rozkrytí kauzy. Došlo tak k odklonu od faktické komunikace kauzy na osobní život autorky a jejích motivací ke zveřejňování textů. K vývoji kauzy sdělila, že se plánovala dle jejího názoru.

### Tomáš Jiřikovský
Jiřikovský původně komunikoval s novinářkou Pokornou v Břeclavi. Po zveřejnění prvního článku odletěl Jiřikovský do zahraničí. Podle serveru Neovlivni.cz zvolil Jiřikovský Asii jako svoji cílovou destinaci. K odcestování Jiřikovského promluvila jeho bývalá manželka, která sdělila, že má strach o sebe, děti i jejich otce. Před vycestováním do ciziny stihl Jiřikovský podat trestní oznámení kvůli úniku informací z trestního spisu. Zároveň chránila policejní ochranka Jiřikovského po propuštění z vězení v podmínce. Lokalita, kde se měl Jiřikovský v Asii nacházet, nebyla jednoznačná podle médií a státních zaměstnanců. Novinářka Pokorná uvedla, že se měl Jiřikovský se svou přítelkyní nacházet na Filipínách. Zaměstnanci českých bezpečnostních složek dohledali pohyb Jiřikovského na Tchaj-wanu v červnu 2025. Sám Jiřikovský slíbil, že vrátí do České republiky ve druhé polovině června 2025.
Jiřikovský se vrátil do Česka ve druhé polovině července 2025. V té době nebylo zřejmé, jestli hodlá v Česku zůstat, nebo odcestuje opět do zahraničí. Po příjezdu do Česka se Jiřikovský pohyboval v Břeclavi, kde uprchl před dotazy novinářů ohledně kauzy do připraveného auta s řidičem. Při policejní razii v noci ze 14. na 15. srpna 2025 prchal Jiřikovský na střechu své břeclavské nemovitosti, kde ho zadrželi policisté z NCOZ. Jiřikovský vylezl na střechu s dětmi. Při zásahu se nacházela bývalá manželka v budově. Jiřikovský slezl ze střechy až po té, co ho policisté přesvědčeli o své profesní příslušnosti. Při akci vyřkl Jiřikovský větu: „To není policie, teď jsem jim volal.“ Policisté objevili dvě bedny plné eur v hodnotě desítek milionů korun. Zásah se stal, protože ho policisté podezřívají z trestních činů legalizace výnosů z trestné činnosti a nedovoleného nakládání s drogami. Po jeho chycení byl Jiřikovský okamžitě obviněn. Jiřikovský byl původně domluven s policií, že má přijít podat vysvětlení v pátek 15. srpna. Policisté se dostali na střechu nemovitosti přes střechu sousedního domu.
Následující den po razii byl Jiřikovský převezen do brněnské centrály NCOZ. Na místě setrval 2,5 hodin a následně ho policisté převezli na neznámou lokaci. Žalobci navrhli pro Jiřikovského vazbu, protože se obávali jeho útěku z Česka. Jiřikovskému hrozí odnětí svobody ve výši 3 až 10 let. Dva dny po zadržení poslal brněnský soudce Jiřikovského do vazby předběžného zadržení kvůli možnosti jeho útěku do zahraničí, maření vyšetřování a pokračování v trestné činnosti. Jiřikovský podal stížnosti proti rozhodnutí soudu, která ovšem nemá odkladný charakter.
Majitel sousedního domu zásah komentoval slovy: „Přijeli sem uprostřed noci mladí kluci, vyskákali z aut jak z nějaké kovbojky a já říkám, na co si jako hrajete. Naštvalo mě, že mi skáčou po mojí střeše.“ Média si všimla příběhu dvou řemeslníku, kteří opravovali Jiřikovskému kuchyň a nemohli se dostat ke svému „vercajku“ ve stejný den.

### Pavel Blažek
Blažek prvotně nazval dar od Jiřikovského jako „utračistý“ a „utralegální“. Několikrát obhajoval Blažek získané finance jako formu „morálního pokání“. V pátek 30. května 2025 rezignoval Blažek na pozici ministra spravedlnosti kvůli reputačním problémům, které způsobila kauza Fialově kabinetu. Následně Blažek postavil členství v ODS a rezignoval na funkci šéfa jihomoravské krajské organizace občanských demokratů, kterou zastával od roku 2014. Kromě zmíněných dopadů se kauza promítla i do ochoty Blažka účastnit se nadcházejících voleb do Poslanecké sněmovny, protože se rozhodl nekandidovat. Blažek zůstal činný na sociální sítě X i po své rezignaci. Bývalý ministr komentoval zadržení Jiřikovského: „Bude-li dárce odsouzen za trestnou činnost spáchanou v souvislosti s předmětem daru, potvrdí se současně, že darovací smlouva byla po téměř deseti letech od spáchání trestné činnosti jediným účinným způsobem, jak se dobrat k výsledku trestního řízení i k tomu, aby byl zabaven případný výnos z ní. Nebude-li odsouzen státu jakbysmet.“ Decroix dementovala slova Blažka s tím, že v kauze je všechno „blbě“.
Po zatčení Jiřikovského se detektivové z NCOZ začali zajímat o Blažka a jeho náměstka Daňhela ve druhé větvi bitcoinové kauzy. Blažek zkritizoval zadržení Jiřikovského na síti X a obvinil státní orgány, že se snažili nabídnout Jiřikovskému nižší trest, pokud řekne kompromitující informace o politicích. Praktiky Police ČR přirovnal Blažek ke komunistickému režimu v 50. letech v Československu.